# Литвак Олег Михайлович
Олег Михайлович Литвак (28 серпня 1949, с. Олещин, Тлумацький район, Станіславська область, Українська РСР, СРСР — 18 вересня 2019, Київ, Україна) — український правник, доктор юридичних наук (2002), професор, член-кореспондент АПрНУ (05.2008); Національна академія прокуратури України, завідувач кафедри теорії діяльності та управління в органах прокуратури.

## Біографія
Народився 28 серпня 1949 (село Олещин, Тлумацький район, Станіславська область); батько Михайло Романович (1925—1992) — директор Жуківської СШ; мати Олександра Іванівна (1929) — учителька Жуківської СШ; дружина Надія Олександрівна (1953) — інженер; дочка Олена (1972) — лікар-гінеколог, доктор медичних наук; дочка Світлана (1979) — нейрохірург, доктор медичних наук; внучка Надія (2000); внук Михайло (2000); внук Олег (2002); внук Андрій (2004).
Харківський юридичний інститут (1974), юрист, «Правознавство»; кандидатська дисертація «Злочинність в Україні: стан, тенденції, заходи протидії (1992—1995 роки)»; докторська дисертація «Державний контроль над злочинністю (кримінологічний аспект)» (Національна юридична академія України імені Ярослава Мудрого).
Народний депутат України 3-го скликання 03.1998-04.2002, виборчій округ № 87, Івано-Франківська область. На час виборів: в.о. Генерального прокурора України, безпартійний. Член фракції НДП (05.1998-02.1999), позафракційний (02.-07.1999), фракції СДПУ(О) (07.1999-01.2000), фракції «Батьківщина» (01.-09.2000), позафракційний (09.2000-02.2001), член фракції СДПУ(О) (02.-12.2001), член фракції партії «Єдність»; заступник голови Комітету з питань національної безпеки і оборони (з 07.1998).
- 11.1966-03.1967 — учень токаря, токар ремонтно-механічного цеху Калуського ВО «Хлорвініл», м. Калуш Івано-Франківської області.
- 03.-08.1967 — учень Калуського міського ПТУ № 18.
- 08.1967-04.1968 — машиніст, транспортувальник Калуського ВО «Хлорвініл».
- 05.1968-05.1970 — служба в армії, Прикарпатський ВОкр.
- 09.1970-03.1974 — студент Харківського юридичного інституту.
- 03.-07.1974 — стажист помічника прокурора, 07.1974-01.1976 — старший слідчий прокуратури, м. Калуш.
- 02.-04.1976 — помічник прокурора Богодухівського району Харківської області.
- 04.1976-11.1978 — слідчий прокуратури Жовтневого району м. Харкова.
- 12.1978-04.1981 — старший слідчий прокуратури, 04.1981-11.1986 — слідчий з особливо важливих справ Івано-Франківської області.
- 11.1986-01.1987 — прокурор, м. Калуш.
- 01.-07.1987 — прокурор слідчої частини прокуратури СРСР, м. Москва.
- 07.1987-01.1990 — слідчий з особливо важливих справ, старший слідчий з особливо важливих справ при Генеральній прокурорі СРСР, місто Москва.
- 04.-05.1991 — заступник начальника слідчої частини Головного управління нагляду за слідством і дізнанням, 05.1991-01.1992 — заступник начальника Управління з розслідування особливо важливих справ прокуратури СРСР, місто Москва.
- 01.1992-11.1993 — заступник начальника слідчого управління — начальник слідчого відділу, 11.1993-04.1994 — перший заступник Генерального прокурора, 04.-12.1994 — перший заступник Генерального прокурора — начальник Головного слідчого управління Генеральної прокуратури України.
- 01.-07.1995 — директор Центру правової реформи і законопроєктних робіт при Міністерстві юстиції України.
- 08.1995-02.1996 — перший заступник голови правління з правової роботи АКБ «ОЛБанк», м. Київ.
- 02.1996-07.1997 — помічник Президента України з правових питань[2][3].
- 07.1996-02.1997 — голова Координаційного комітету боротьби з корупцією і організованою злочинністю при Президентові України[4][5].
- 04.-07.1997 — директор Національного бюро розслідувань України[6].
- 07.1997-01.1998 — в.о. Генерального прокурора України[7].
- 09.1998-09.2000 — доцент, професор Міжнародного інституту лінгвістики і права.
- 02.-05.2003 — проректор Київського міжнародного університету.
- 05.2003-06.2004 — провідний науковий працівник Інституту держави і права ім. В. Корецького НАНУ.
- 06.2004-03.2005 — професор Юридичної академії МВС України, м. Дніпропетровськ.
- 04.-08.2005 — професор Східноєвропейського університету економіки і менеджменту, м. Черкаси.
- 10.2005-09.2007 — провідний науковий працівник Інституту держави і права ім. В. Корецького НАНУ.
- 09.2007-02.2008 — радник Президента України[8][9].
- 02.2008-2010 — керівник Головної служби з питань діяльності правоохоронних органів Секретаріату Президента України.
- 04.2014-10.2014 — старший помічник Генерального прокурора з особливих доручень
- 10.2014- — ректор Національної академії прокуратури України.

Пройшов шлях від помічника прокурора міста Калуш до директора Національного бюро розслідувань України і виконувача обов'язків Генерального прокурора. З його ім'ям, як керівника управління із розслідування особливо важливих справ прокуратури колишнього СРСР, пов'язані арешти членів «ГКЧП», допиту першого і єдиного президента СРСР Михайла Горбачова, розслідування у гучній на той час так званій «узбекській справі». Неперевершеним професійним досвідом Олег Михайлович щедро ділився у своїй подальшій діяльності, зокрема, як народний депутат у Комітеті Верховної Ради України з питань національної безпеки і оборони, на науковій і викладацькій роботі.
Позаштатний радник Президента України (06.1999-01.2000); член Координаційної ради з питань судово-правової реформи при Президентові України (10.1997-07.2000).
Професор права Міжнародного інституту лінгвістики і права.
Член правління Української кримінологічної асоціації (з 1999), заступник голови Спілки юристів України.
Був членом СДПУ(О), Української партії «Єдність».
Почесний працівник прокуратури (1996). Заслужений юрист України (10.1996).
Класний чин — державний радник юстиції України (10.1997).
«Людина року — 1998» в номінації «Юрист року».
Орден «За заслуги» III (04.1998), II (08.1999), I ступенів (06.2008). Заслужений діяч науки і техніки України (08.2009).
Державний службовець 1-го рангу.
Автор книг: «Злочинність, її причини та профілактика» (1997), «Державний вплив на злочинність. Кримінально-правове дослідження» (2000), «Функції прокуратури України. Навчально-методичний посібник» (1998, співав.), «Прокуратура України» (1998), численних статей.
Захоплення: спорт.

## Джерело
- Довідка
- Олег Литвак призначений старшим помічником Генерального прокурора з особливих доручень [Архівовано 24 вересня 2015 у Wayback Machine.]
- Генеральний прокурор представив ректора Національної академії прокуратури України [Архівовано 24 вересня 2015 у Wayback Machine.]